# Euphionella besnardi
Euphionella besnardi är en ringmaskart som beskrevs av Ayrton Amaral och Nonato 1985. Euphionella besnardi ingår i släktet Euphionella och familjen Polynoidae. Inga underarter finns listade i Catalogue of Life.